# Château de Versailles
Château de Versailles er et slot i byen Versailles ca. 25 km fra Paris. Det er et af de største slotsanlæg i Europa og var hovedresidens for kongerne i Frankrig fra midten af 1600-tallet indtil udbruddet af Den Franske Revolution. Den barokke bygning betragtes som et højdepunkt i europæisk slotsarkitektur og har tjent som forbillede for mange andre slotsbygninger fra 1600- til 1800-tallet.
Slottet (og haven) er symbol på og manifestation af enevældens centraliserede magt. Under Ludvig 14. fremstod slottets have som meget stor og pompøs, helt i tråd med barokkens forestilling om at kontrollere naturen. Havegangene ved Versailles peger alle mod kongens soveværelse.[kilde mangler]
Til slottet knytter sig en række historiske begivenheder: Ludvig 14.s hof, den franske revolution, proklameringen af det tyske kejserrige i 1871 under Den fransk-preussiske krig og Versaillestraktaten efter Første Verdenskrig.

## Indretning
Spejlsalen (fransk: Galerie des Glaces) er et stort galleri i midten af paladsets første etage.  Den er 73 m lang og indeholder 578 spejle, der for sin tid var meget store. Ved siden af Spejlsalen ligger Krigssalen (fransk: salon de la Guerre) på nordsiden og Fredssalen (fransk: salon de la Paix) på sydsiden.
Galerie des Batailles er en stor sal i sydfløjen, den såkaldte "Fyrstefløj", hvor 33 store vægmalerier skifter med 82 buster af kendte generaler.

## Slottet i dag
Slottet er Frankrigs næst mest besøgte museum (2011) og blandt landets ti bedst besøgte turistattraktioner med et besøgstal på omkring fem millioner hvert år. Slottet og haveanlægget kom på UNESCOs liste over verdensarven i 1979. Slottet, som er på 6,32 ha, er med sine udsmykninger og sin park på 815 hektar med syv kunstige damme og en række fontæner, et enestående monument over barokken i Frankrig. Store dele af slottet er åbent for publikum, og det gælder også parken